# 史跡 尾去沢鉱山
史跡 尾去沢鉱山（しせき おさりざわこうざん）は、秋田県鹿角市にある尾去沢鉱山跡を利用した施設。
1982年（昭和57年）にマインランド尾去沢としてオープンし、2008年（平成20年）4月に史跡 尾去沢鉱山に改称してリニューアルオープンした。運営は新潟県の史跡 佐渡金山などと同じ株式会社ゴールデン佐渡。
2025年度で一般公開を終了し、2026年度からは完全予約制の社会科見学施設となる。

## 歴史

### マインランド尾去沢
尾去沢鉱山は銅や金が採掘された鉱山であり、1978年（昭和53年）に閉山となった。1982年（昭和57年）、鉱山跡地に観光施設のマインランド尾去沢がオープンした。
2005年（平成17年）、尾去沢鉱山施設群が土木学会選奨土木遺産に選定された。2007年（平成19年）には尾去沢鉱山関連遺産を含む「有数の金属供給源として近代化に貢献した東北地方の鉱業の歩みを物語る近代化産業遺産群」が近代化産業遺産に認定された。

### 史跡 尾去沢鉱山
2006年（平成18年）、三菱マテリアルの子会社である株式会社ゴールデン佐渡がマインランド尾去沢を買収し、2008年（平成20年）4月に史跡 尾去沢鉱山としてリニューアルオープンした。リニューアルを機にロゴマーク等も一新しており、尾去沢鉱山発祥伝説である光る怪鳥をモチーフとしたロゴマークとなっている。
2026年（令和8年）4月1日、社会科見学を目的とした修学旅行、大学、学会などの見学に特化した完全予約制施設に変更される予定。これに伴い、土産売場や砂金採りの営業も終了する予定である。

## 見学コース

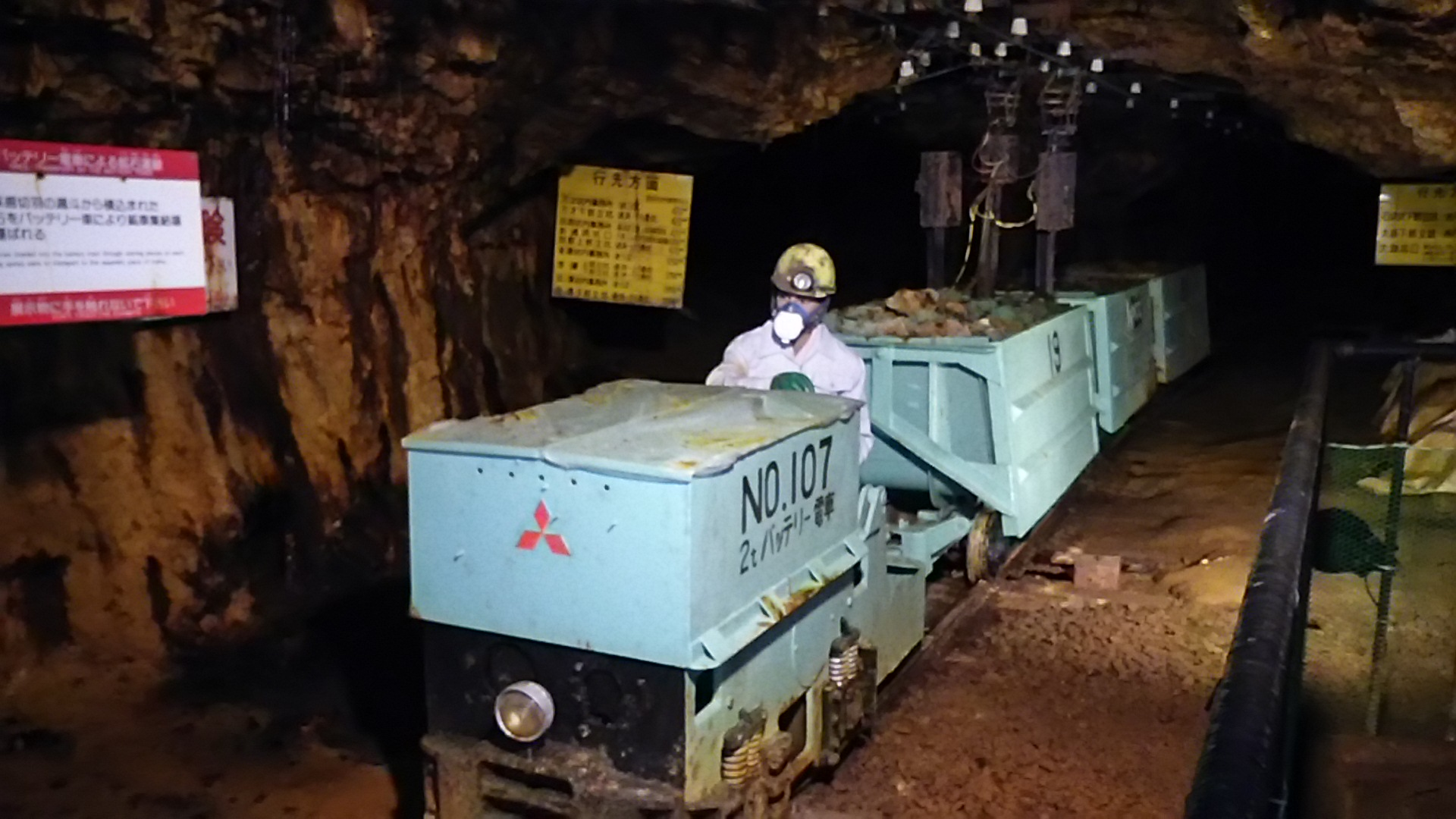
石切沢通洞坑内の展示設備

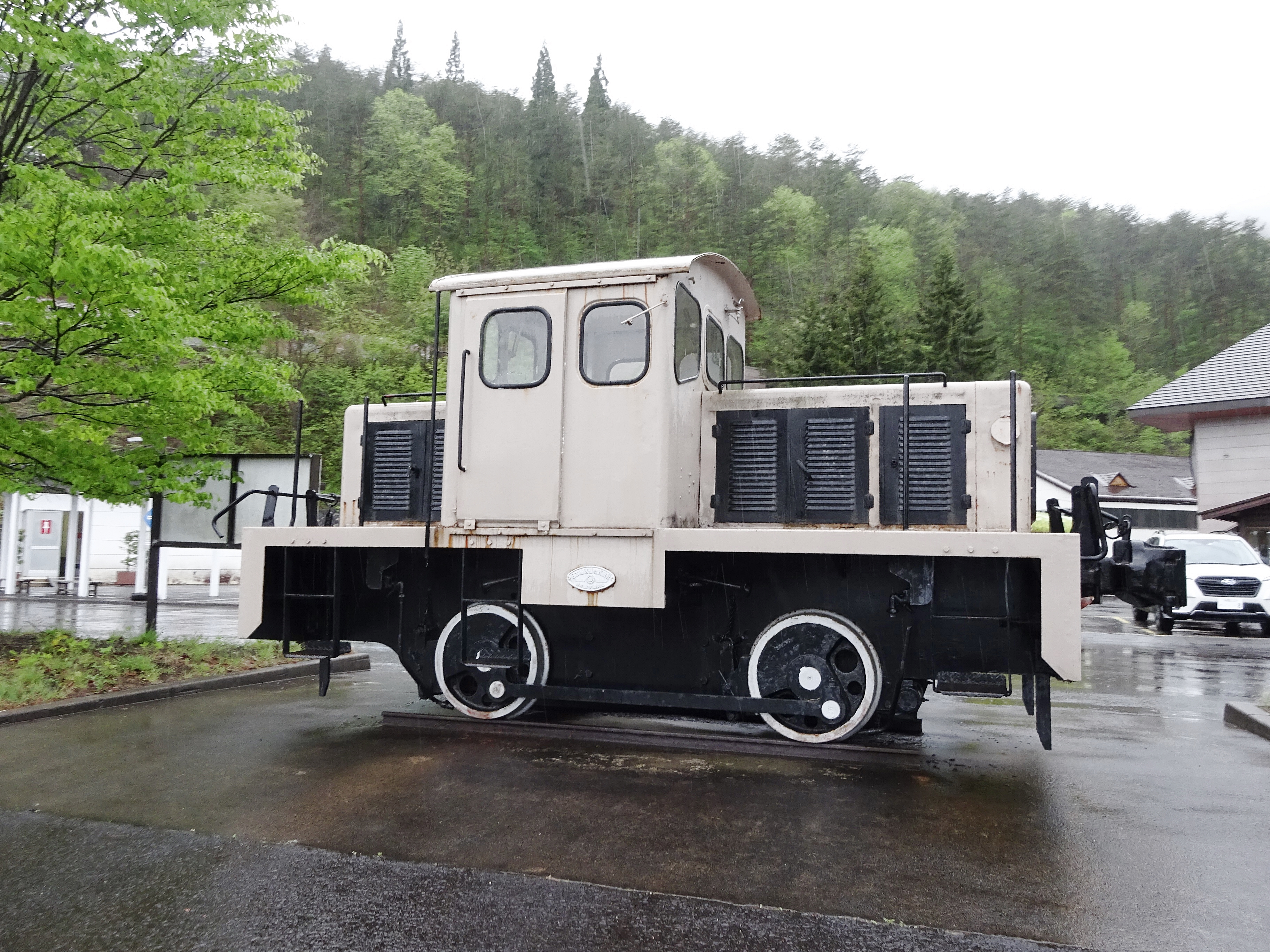
静態保存されるニチユ製DB-31L機関車

江戸時代の鉱山の様子を知ることができる石切沢通洞坑コースと、明治以降の産業遺産コース、および体験コースに分かれている。

### 石切沢通洞坑コース
1.7kmに及ぶ観光坑道。坑内では採掘跡、運搬設備、坑内事務所といった近代の鉱山および江戸時代の鉱山の様子を見学することができる。観覧所要時間は30分（1.1kmの標準コース） - 40分（1.7kmの特別コース）。
- 大人1,000円 中・高校生800円 小学生600円 幼児無料。団体割引あり

### 産業遺産コース
尾去沢鉱山の選鉱場跡、製錬所、鉱山事務所跡などをガイド付きのマイクロバスで巡る。所要時間は約60分。
- 4月から10月まで。最低催行人数10人で要事前予約。大人1,000円 中・高校生700円 小学生500円。

### 体験コース
- 砂金採り（営業期間4/19 - 11/3。高校生以上700円、中学生以下500円）
- 天然石掘り（営業期間4/19 - 11/3。大型ケース850円、小型ケース500円）
  - 学生団体向け（要事前予約）
    - 天然石万華鏡作り（通年営業。500円）
    - 郷土文化体験（営業期間4月下旬 - 10月下旬）
    - パワーストーン手作り体験（営業期間4月下旬 - 10月下旬）

## 施設

### 鹿角市鉱山歴史館
黄銅鉱をはじめとする尾去沢鉱山で採掘された鉱石類や坑道の模型などが展示されている（入館無料）。

### 遊具施設
- 立体映像館
- 万華鏡と鏡の世界館
- ゴーカート

いずれの施設も施設ごとに料金別途。また冬季休業。
廃止された遊具施設
- シューティングアドベンチャー（坑道を利用したライド施設） - 2011年11月20日廃止[6]

### その他施設

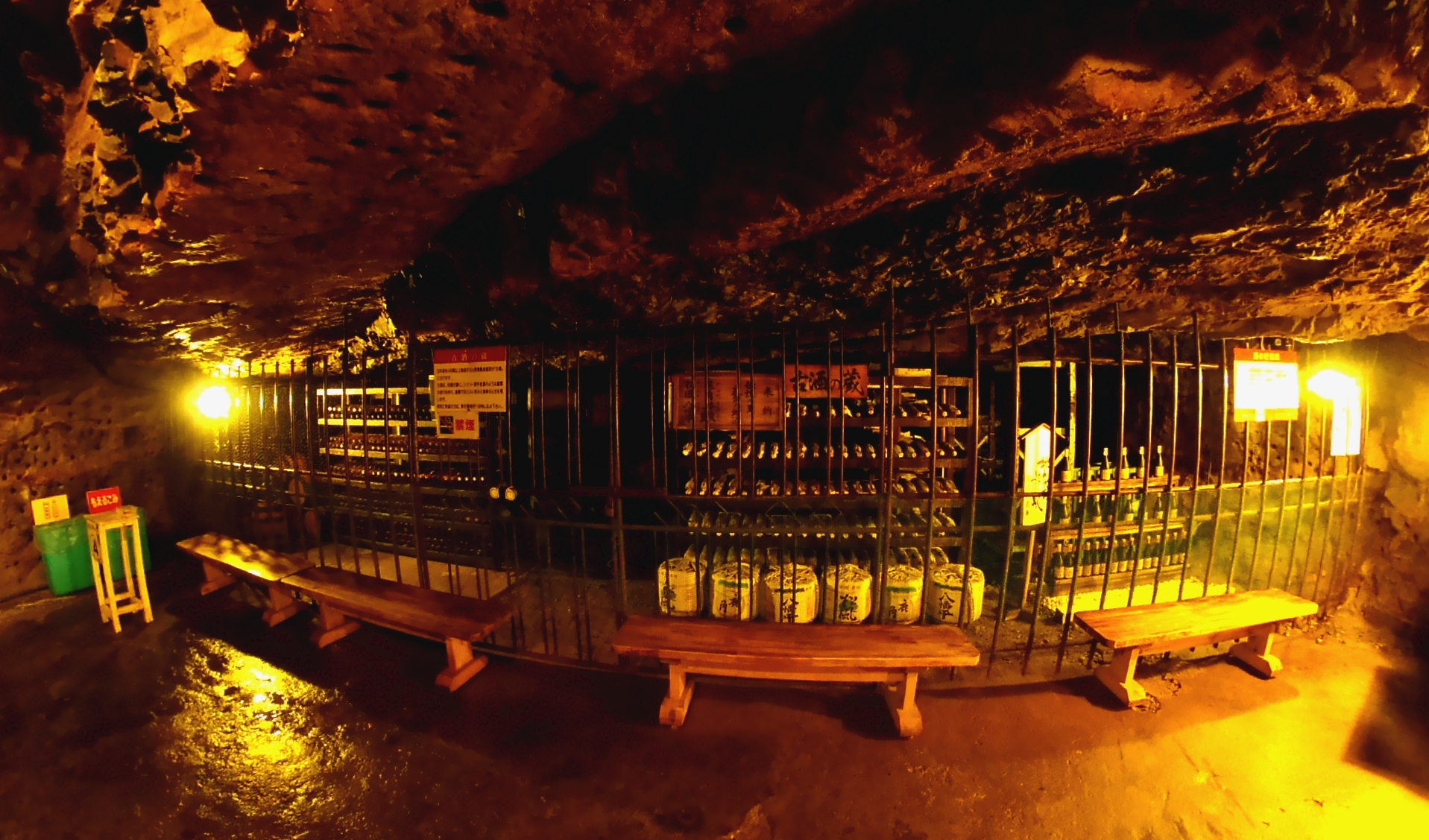
ワインボトルや酒樽を貯蔵しているワインセラー

- 坑道内にある神社の向かいにはワインセラーがある。
- 水晶山スキー場[7]
- ゴルフ練習場

史跡尾去沢鉱山が管理しているスポーツ施設である。

### ショップ
- レストハウス（4月下旬 - 11月上旬）
- 金山庵

## 利用案内
営業時間
- 夏季（4月1日から10月31日） - 9時から17時
- 冬季（11月1日から3月31日） - 9時から15時30分

交通アクセス
- 秋田県鹿角市尾去沢字獅子沢13-5
- 車（秋田県道66号十二所花輪大湯線沿い）
  - 東北自動車道 鹿角八幡平ICより約10分
  - 東日本旅客鉄道（JR東日本）花輪線 鹿角花輪駅より約10分
  - 十和田湖より約1時間15分
- バス
  - 鹿角花輪駅から秋北バス：尾去沢行きに乗車（約20分）、「尾去沢」終点下車（下車後徒歩約30分）。

※夏季のみ運行していた「史跡尾去沢鉱山」行きのバスは2015年4月に廃止[8]。
- 徒歩
  - 鹿角花輪駅より徒歩約1時間。